# Grupo Desportivo Benfica
O Grupo Desportivo Benfica é um clube multiesportivo de Santa Cruz, ilha de Santiago, Cabo Verde. Este clube abrange diversos departamentos, como futebol e atletismo.
O clube conquistou seu único título regional em 2011. No entanto, recentemente, o Benfica de Santa Cruz teve desempenhos variados, terminando em 7º lugar na temporada 2014-15 com 15 pontos e em 10º na temporada 2015-16 com 29 pontos. Na temporada 2016-17, o título regional foi disputado entre AJAC e Benfica de Santa Cruz em 7 de maio. O Conselho Jurisdicional penalizou a AJAC de Calheta por uma semana em 11 de maio. Posteriormente, o Conselho de Justiça da FCF decidiu a favor da AJAC, que acabou vencendo o campeonato regional de 2016-17. O Benfica de Santa Cruz ficou em segundo lugar com 46 pontos, registrando duas temporadas consecutivas com 33 gols. 

## Futebol

### Nacionais (fase grupo)
| Temporada | Div | Pos | Pts   | J | V | E | D | G.M. | G.S. | Diff. |
| 2011      | 1A  | 3   | 8 pts | 5 | 2 | 1 | 1 | 7    | 2    | +5    |

### Classificações regionais
| Temporada | Div | Pos | Pts    | J  | V  | E | D  | G.M. | G.S. | Diff. |
| 2014-15   | 2-1 | 7   | 15 pts | 12 | 3  | 6 | 3  | 11   | 10   | +1    |
| 2015-16   | 2   | 10  | 29 pts | 25 | 8  | 5 | 12 | 33   | 30   | +3    |
| 2016-17   | 2   | 2   | 46 pts | 22 | 14 | 4 | 4  | 33   | 16   | +17   |

## Estatísticas
- Melhor posição: 3a - Fase grupo (nacional)
- Melhor gols totais na temporada, regional: 33, em 2017
- Melhor vences totais na temporada, regional: 14, em 2017
- Melhor pontos totais na temporada,, regional: 46, em 2017